# Косметика в Древнем Риме
Косметика в Древнем Риме первоначально применялась в ритуальных целях.
В многочисленных древнеримских захоронениях найдены косметические принадлежности, баночки для кремов, шпатели и наборы для макияжа. В 2023 году крупицы макияжных пигментов были найдены при раскопках магазина косметики и ювелирных украшений. В литературе сохранились свидетельства применения косметики и макияжа, например, в стихах Овидия или эпиграммах Марциала. Не сохранилась «Cosmetica» врача Критона (I—II век н. э.), популярное сочинение из четырёх книг о косметике, которое пользовалось большой популярностью. В своём сочинении «De cultu feminarum» («О женском убранстве») Тертуллиан критически описывает «пристрастие к косметике» у мужчин и женщин. По словам Марциала, по обилию макияжа на лице узнавались старые женщины и гетеры.

## Макияж
Основу макияжа составляла пудра из свинцовых белил (лат. cerussa) или мела (лат. creta), смешанная с мёдом и жирными кремами; На основу наносились румяна (лат. fucus), которые состояли из растений или моллюсков (пурпурные лишайники рода Rocella) или пурпурной улитки. Ресницы и брови чернили с помощью особой краски — лат. fuligo. Также охотно использовались голубые и зелёные тени и подводка. Некоторые римлянки наносили нежно-голубые тени и на виски.
Раскопанные в Роксетере в начале XX века, предметы из медного сплава были вначале каталогизированы как «лунные подвески», но повторное изучение английскими экспертами по римскому наследию, показало, что данные орудия использовались для измельчения минералов для макияжа и были специально сформированы для нанесения подводки и теней на глаза. Известные как косметические «дробилки», эти маленькие наборы ступок и пестиков имели подвесные петли, которые позволяли носить их на шнуре, что привело к их более ранней классификации как ювелирных подвесок. Именно эти функциональные, повседневные предметы рисуют картину жизни римских женщин, которым макияж был полностью доступен, и которые следовали тенденциям того времени и пользовались приёмами, похожими на те, которые мы используем сегодня.

## Духи
C духами и пахучими мазями во времена Республики боролись в рамках «законов о роскоши», однако во времена Империи они стали широко использоваться как женщинами, так и мужчинами. Духи изготовлялись из разных веществ, привозимых из Египта, Аравии и Индии, а также растений, произрастающих в Италии: лилий, ирисов, нарциссов, майорана, пестумских и фазелийских роз. Из пахучего тростника изготовлялись дешёвые духи. Духи хранились в масле во флаконах из оникса или алебастра; окрашивались в красный цвет киноварью или лакмусовым ягелем. Духи применялись для ванн, комнат и постели, перед представлением в театре воздух освежали благовониями из шафрана и корицы. Духи добавляли к наиболее ценным винам, подливали в светильное масло или погребальные костры.:190
Римляне предпочитали тяжёлые, пряные и сладкие ароматы. Это подтвердили также современные попытки создать духи по римским рецептам.

## Окрашивание волос
Многие римлянки окрашивали волосы, чтобы выглядеть привлекательнее. Для этого использовался пепел, придававший волосам красноватый оттенок, волосы чернили дикой лебедой, чечевицей, миртовым вином, кипарисовыми листьями, лесным шалфеем, отваренной кожицей порея. Во времена империи для окрашивания в красные оттенки использовалась завезённая из Египта хенна (лат. cypros). Ещё более популярным было осветление волос. Для этого использовали по большей части краски из Северной Европы (лат. Germanae herbae), из области Висбадена привозились мыльные шарики (лат. pilae Mattiacae) или «батавскую пену», изготовленную на территории современной Голландии (лат. spuma Battava).
Также были известны другие оттенки, в том числе ярко-голубой. Мужчины также прибегали к окрашиванию, чтобы скрыть седые волосы, если выщипывание больше не было достаточным.

## Уход за телом
Популярны были маски для лица. Маски изготовлялись по различным рецептам; так, Овидий рекомендует маски на растительной основе (например, смесь из ячменя, рога оленя, луковиц нарцисса, лука и мёда). Смесь наносилась несколько раз на лицо и, по словам Овидия, у того, кто это делал, лицо будет глаже, чем зеркало. Маски, описанные Плинием, основаны на составляющих животного происхождения, таких как плацента животных, молоко, испражнения и внутренности животных. Как самую простую «маску» описывает Плиний молоко ослицы, которым женщины протирали щёки семь раз в день.
Мыло как смесь из козьего жира и пепла (берёзы или мыльнянки) впервые упоминается в I веке н. э. и считалось галльским изобретением, которое использовали также германцы. Оно применялось поначалу для окраски волос, лишь позднее как средство гигиены. В качестве мыла служили также натрон, сода или мука люпина. Для ухода за телом применялись губки, а после мытья в кожу втирались мази.
Женщины удаляли волосы на теле, в подмышках, на руках и на ногах, Овидий считал такой уход за телом таким же обычным, как и чистка зубов и ежедневное умывание. Мужчины чаще всего ограничивались выщипыванием волос из подмышек и на ногах, иногда на руках и в области гениталий. Существовали лавки, в которых выщипывали волосы пинцетом, в термах работали профессиональные выщипывальщики волос (лат. alipili). Для выведения волос также употребляли кремы в виде пасты из различных составляющих: крови и мозга летучей мыши, смолы, желчи и пепла ежа, пемзы. Иногда ограничивались бритьём.